# Zvezdan Jovanović
Zvezdan Jovanović (serbisch-kyrillisch Звездан Јовановић; * 19. Juli 1965 in Breznica, SFR Jugoslawien), Kampfname Zveki (Звеки) oder Zmija (Змија, zu dt. Schlange), ist ein serbischer ausgebildeter Scharfschütze, der als Todesschütze des Attentats auf Zoran Đinđić zu 40 Jahren Haft verurteilt wurde. Sein eigentlicher Beruf war Schlosser.

## Militärischer Werdegang
Seine militärische Karriere begann er 1991 als Söldner bei der Freischar Srpska dobrovoljačka garda ‚Serbische Freiwilligengarde‘. Er nahm an verschiedenen Kampfhandlungen teil und wurde später in die neu formierte JSO (serbisch Jedinica za Specialne Operacije ‚Einheit für besondere Operationen‘) aufgenommen. Er wurde auch während des Kosovokriegs eingesetzt. In der JSO war er zuletzt Vizekommandeur.

## Attentat auf Zoran Đinđić
Er war einer der Hauptangeklagten im Mordfall Đinđić. Sein anfängliches Geständnis widerrief er mit der Begründung, dass es von ihm unter Androhung der Anwendung von Gewalt erzwungen worden sei. Nach Meinung des Gerichts ist es erwiesen, dass er zweifellos am Abzug des Heckler&Koch-G3-Sturmgewehres war und den Schuss abgab, der Đinđić tödlich verletzte. Zvezdan Jovanović ist zu 40 Jahren Haft verurteilt worden. Bis heute bestreitet er die Tat.

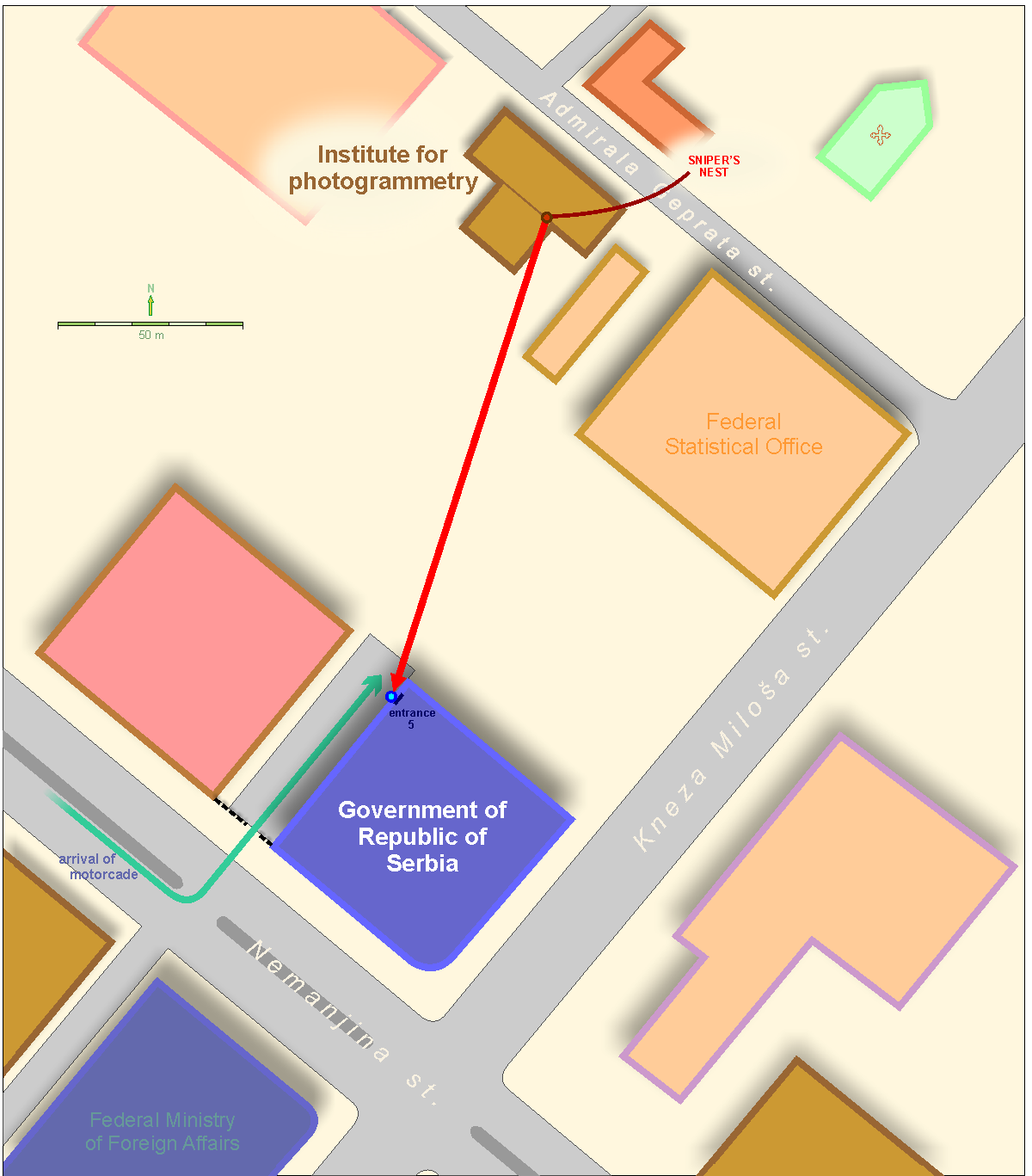
Das Versteck des Schützen. Ca. 135 m zum Ziel.
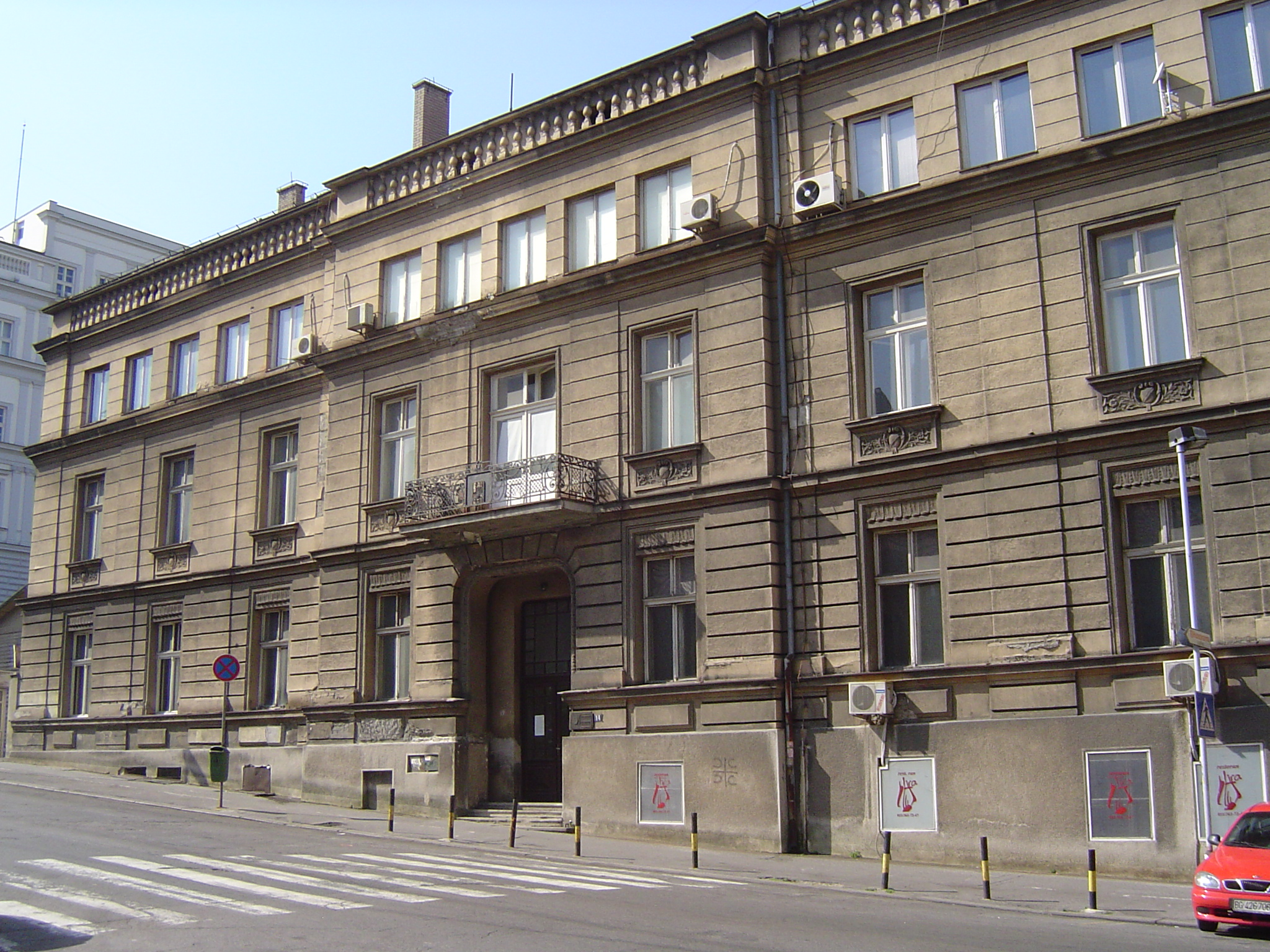
Institute für Photogrammetrie in Belgrad
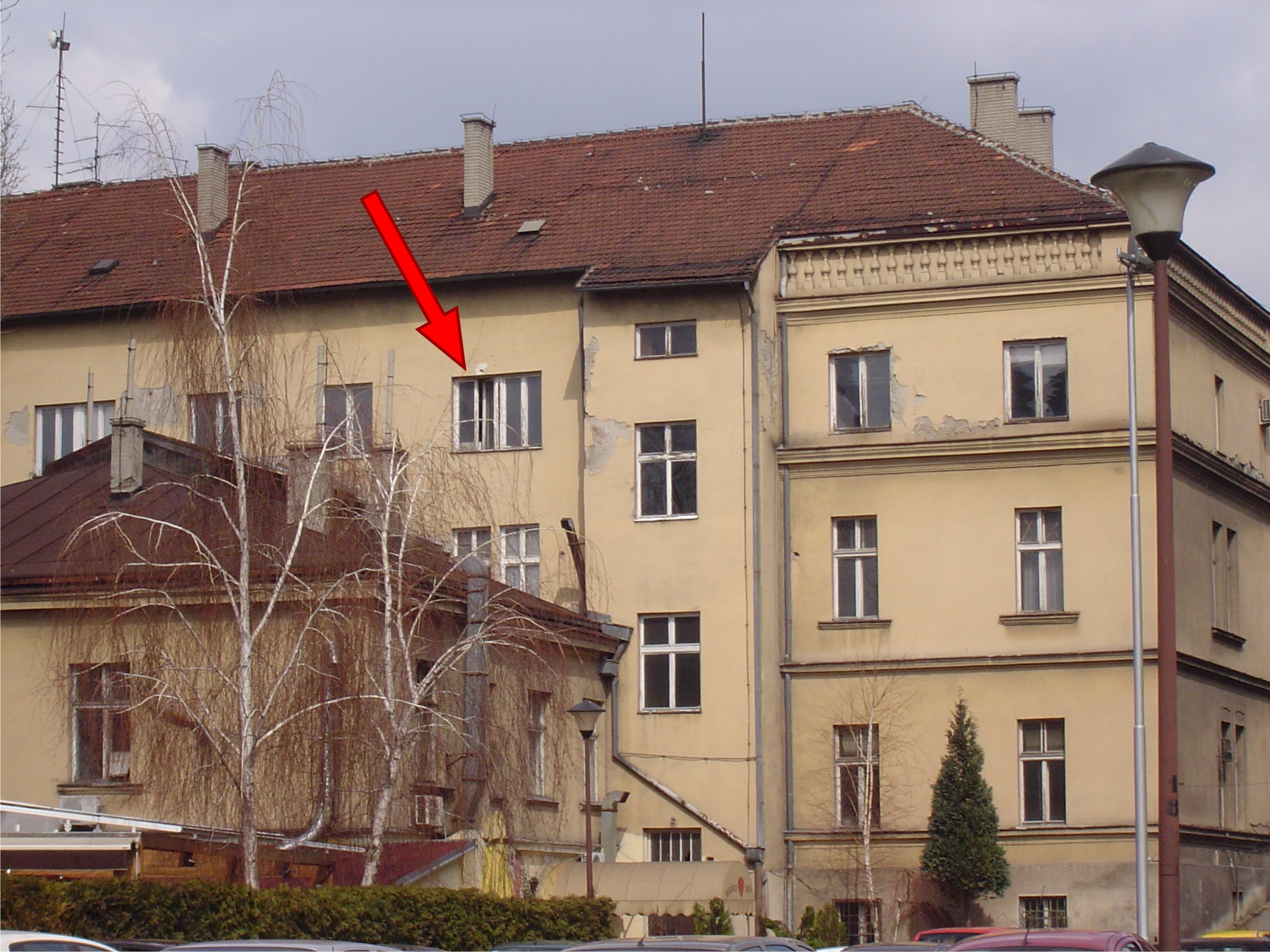
Der Pfeil markiert das Fenster des Büros Nr. 55, von wo aus am 12. März 2003 der serbische Premierminister Zoran Đinđić erschossen wurde.
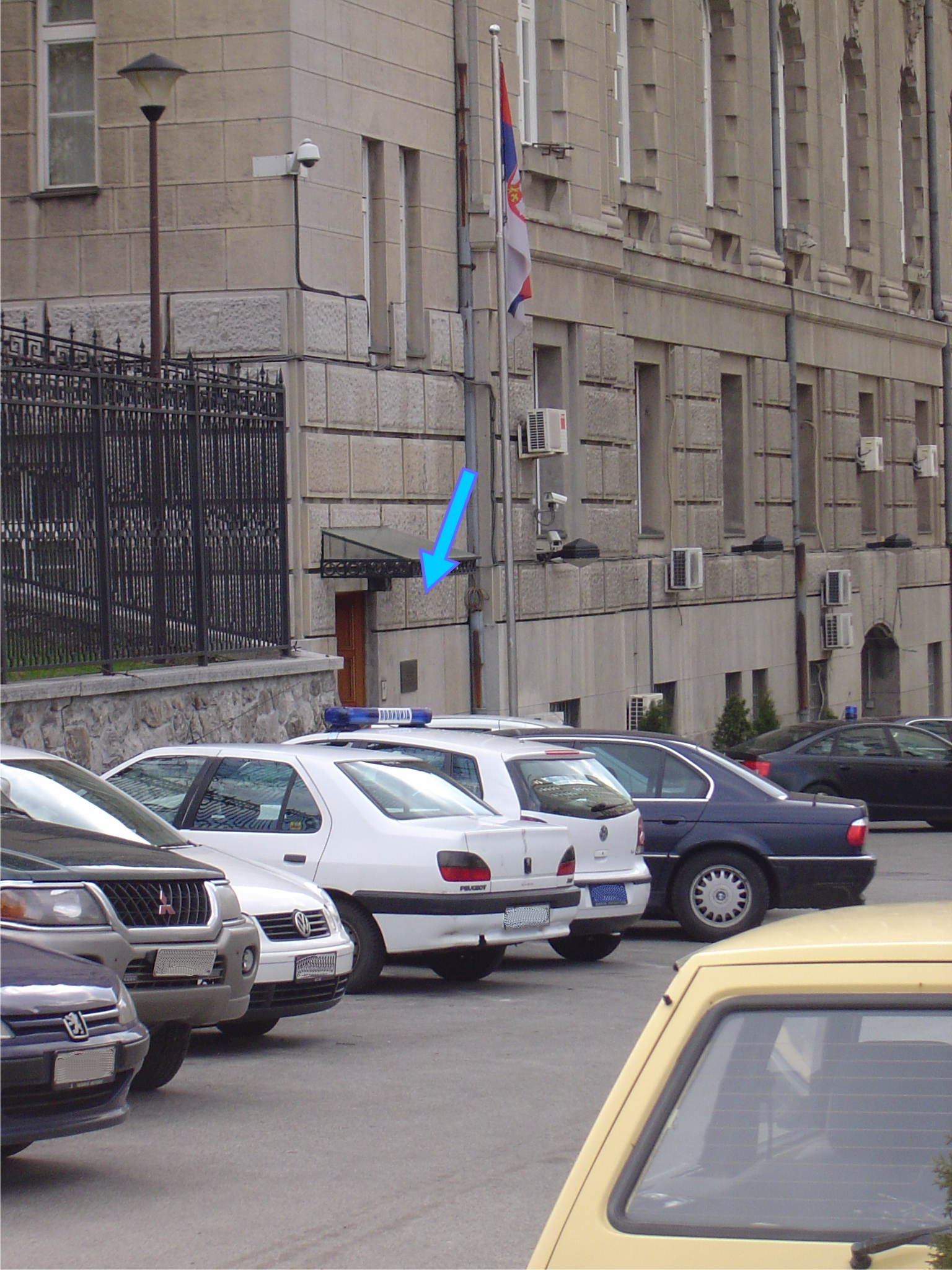
Gebäude der Regierung der Republik Serbien. Der Pfeil markiert Eingang Nr. 5, wo der serbische Premierminister Zoran Đinđić stand, als er erschossen wurde.
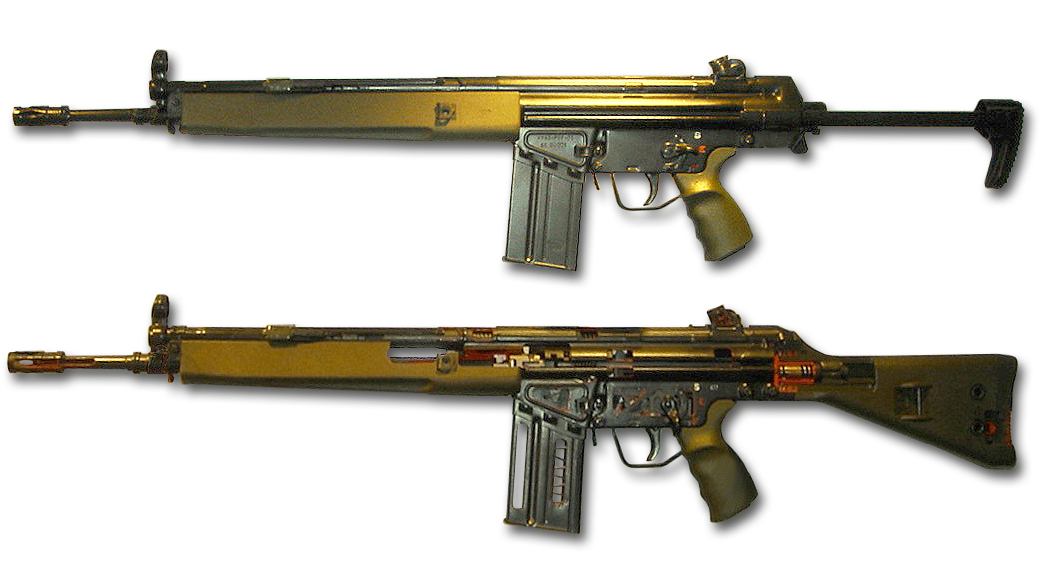
Sturmgewehr HK G3